# Adolph von Vagedes

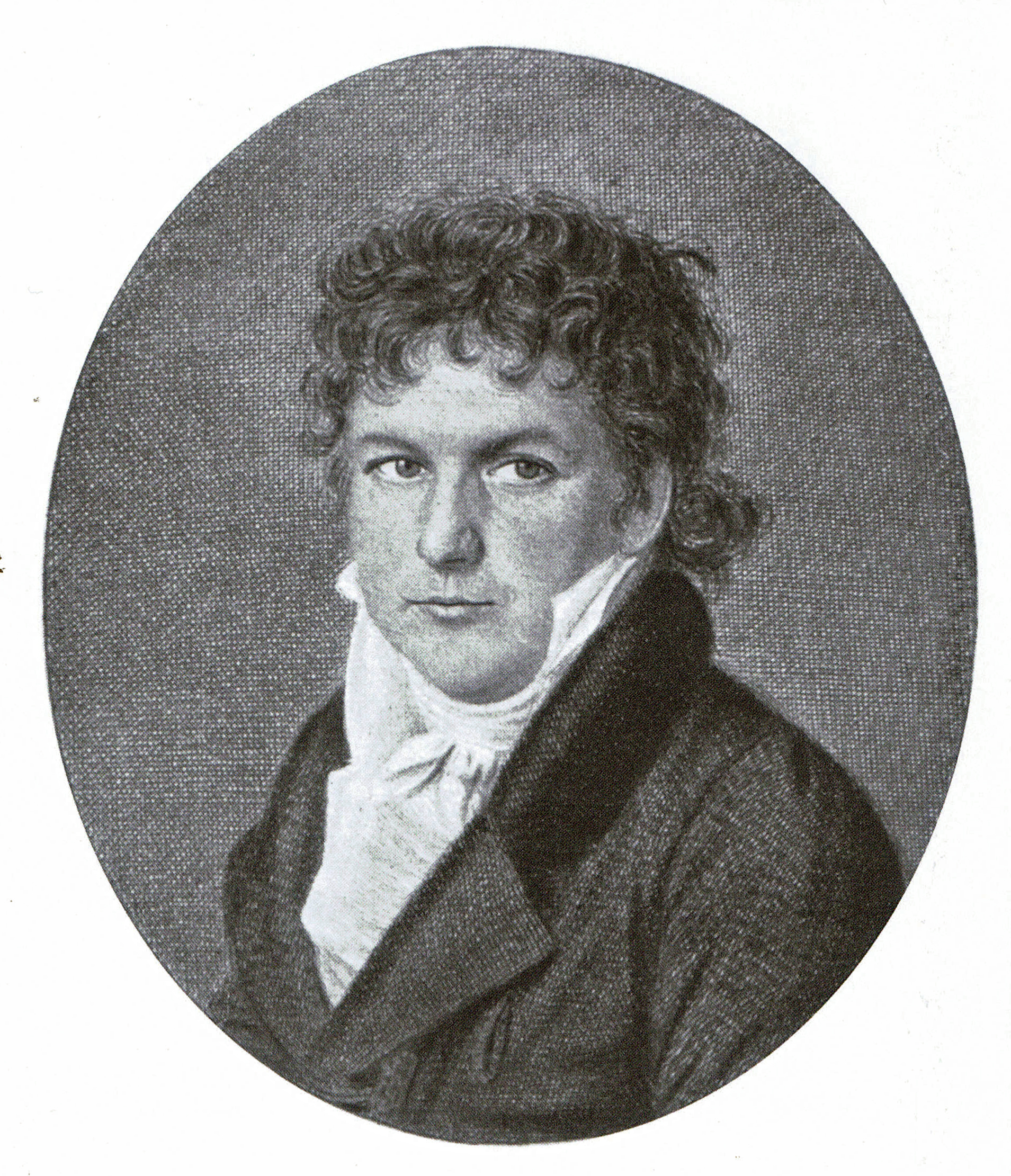
Adolph von Vagedes. Nach einer Zeichnung von Joseph Haase.

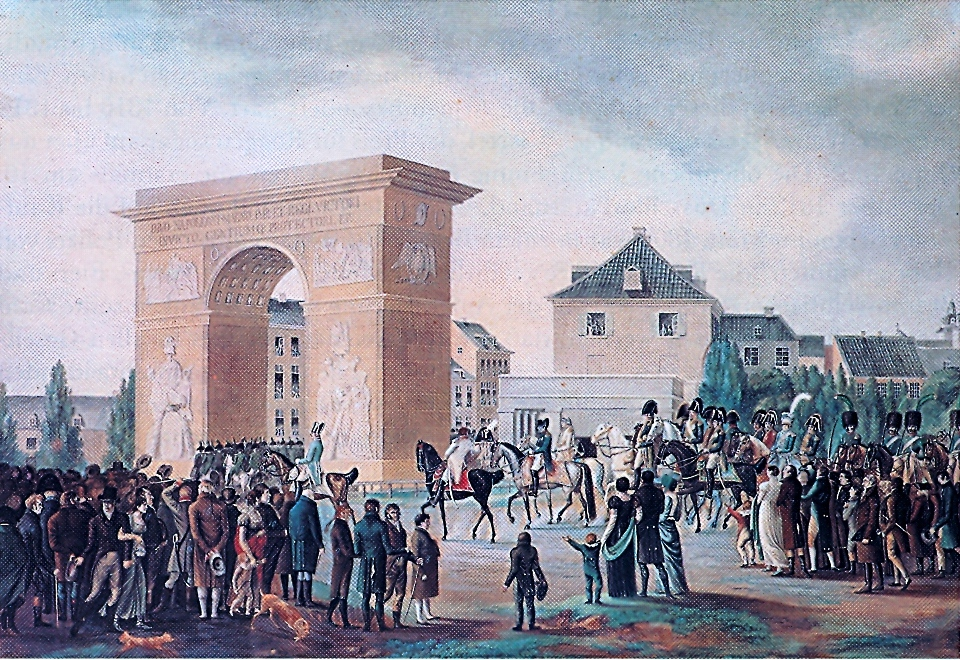
Triumphbogen in der Elberfelder Straße entworfen von Adolph von Vagedes, Einzug Napoleons in Düsseldorf am 2. November 1811

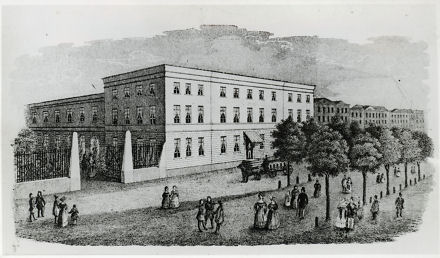
Breidenbacher Hof um 1870, Architekt Adolph von Vagedes

Adolph Anton von Vagedes (* 25. Mai 1777 in Münster; † 27. Januar 1842 in Düsseldorf) war ein deutscher Architekt und Stadtplaner des Klassizismus, der auch als Dichter in Erscheinung trat. Bekannt wurde Vagedes vor allem durch seine Stadtplanung und seine öffentlichen Bauten in Düsseldorf.
Er war als Architekt in Münster und seit 1809 in Düsseldorf tätig. 1812 wurde er zum Großherzoglichen Bergischen Baudirektor und 1818 preußischer Regierungsbaurat und 1830 nach Köslin versetzt.
Als Dichter benutzte er unter anderem die Pseudonyme Philipp Nebeke und Maria. Sein älterer Bruder war der schaumburg-lippische Landbaumeister Clemens August von Vagedes (1760–1795).
Er fertigte die Stadtpläne von Düsseldorf und Krefeld. Sein Wirken ist auch in vielen anderen rheinischen Städten wie Aachen, Wuppertal und Rees spürbar. Er gestaltete z. B. das Ratinger Tor in Düsseldorf, war Ideengeber für die Königsallee und die „Düsseldorfer Linden“ und der Initiator der vier „Krefelder Wälle“.
Deutliche Züge seiner Planungen sind heute noch in Krefeld zu erkennen, nicht zuletzt durch das Weiterwirken seines Assistenten und Schülers Heinrich Johann Freyse aus Essen, nach dem Vagedes eigener Schwiegersohn Friedrich Wilhelm Heyden im Sinne der Vagedes’schen Gedankengänge agierte.
Adolph von Vagedes war ein äußerst vielseitig begabter Mensch. Neben seiner Tätigkeit als Stadtplaner und Architekt wirkte er auch als Theaterregisseur, Bühnenbildner, Lyriker, Musiker, Mathematiker und Maler.

## Biografie

### Herkunft und Ausbildung
Von Vagedes war das siebentes Kind des einstigen kurkölnischen Truchsesses und seinerzeitigen Regierungsregistrators für die Regierung und den münsterschen „Hof-Rat“ Johann Theodor Heinrich von Vagedes († 1803) und dessen Gattin Constanze von Graff geboren. Getauft wurde er, ebenfalls am 25. Mai 1777, in der Überwasserkirche zu Münster. Zu Taufpaten waren der Vorgesetzte des Vaters, Minister Franz von Fürstenberg und die Comitessa Anna Maria von Plettenberg-Galen auf Schloss Nordkirchen berufen. Im späteren Leben des Adolph von Vagedes sollten diese Patenschaften noch eine nicht unwesentliche Rolle spielen.
Wie seine älteren Brüder Clemens August und Franz Arnold Bernd dürfte Adolph von Vagedes das Gymnasium Paulinum besucht haben. Das anschließende Studium der Rechtswissenschaften an der münsterschen Universität, in welches er sich im Sinne der Familientradition drängen ließ, brach er, wie zuvor schon sein Bruder, Clemens August von Vagedes, ab, um Architektur zu studieren.
Wahrscheinlich wurde Adolph von Vagedes genau wie sein Bruder vom münsterschen Oberbaudirektor Wilhelm Ferdinand Lipper angeleitet, doch gingen die stärkeren Eindrücke vom Beispiel des Bruders aus. Nur eine Entwurfsskizze für einen Hochaltar des Doms zu Münster und die von Adolphs Schwiegervater, dem Ballentrepreneur und Weinhändler Johann Wilhelm Gabler schon 1799 in Auftrag gegebenen Innenraumausstattungen im ersten Stockwerk des im Zweiten Weltkrieg zerstörten Hauses Neubrückenstraße Nr. 2 lassen bzw. ließen Züge der Lipper’schen, noch stark „barock“ wirkenden, frühklassizistischen Formen erkennen. Von der Vagedes’schen Formensprache ist hier noch wenig zu sehen.
Eindrücke und Lehren von draußen dürften den jungen Adolph von Vagedes schon vor der damaligen Jahrhundertwende enorm beeinflusst haben. Wohl durch den Gedankenaustausch mit seinem älteren Bruder Clemens August wurde er auf das architektonische Anschauungsgut von Friedrich Wilhelm von Erdmannsdorff, Architekt von Fürst Leopold Friedrich Franz von Anhalt-Dessau, aufmerksam. Seine in den ersten zehn Jahren des 19. Jahrhunderts in Westfalen geschaffenen Arbeiten lassen darauf schließen, dass ihm die von Erdmannsdorff verwirklichten Anlagen in Wörlitz (Sachsen-Anhalt) bekannt waren. Der tiefe Eindruck, den die Erdmannsdorff’schen Bauten, so auch der Parktempel von Wörlitz, bei ihm hinterlassen hatten, zeigten sich später noch oft in seinen eigenen Entwürfen.
Kurze Zeit nach den Begegnungen mit der Erdmannsdorff’schen Architekturgesinnung wurde Vagedes Schüler des Jean-Nicolas-Louis Durand (1760–1834) an der École polytechnique in Paris. Dort lernte er auch Clemens Wenzeslaus Coudray, den späteren Oberbaudirektor Goethes in Weimar kennen, mit dem er lange Zeit in Briefwechsel stand. Auch Johann Peter Cremer (1785–1863), mit dem Vagedes später in Düsseldorf zusammenarbeitete, gehörte zu dieser Zeit zu Durands Schülern.
Die Sorge um das Schicksal seiner Angehörigen und seiner Heimatstadt Münster veranlasste Vagedes zur baldigen Rückkehr in seine Heimat. Münster war, nachdem 1801 der letzte Fürstbischof verstarb, im Jahr 1802 vom preußischen General Gebhard Leberecht von Blücher besetzt worden und wechselte nach dem Spruch des Reichsdeputationshauptschlusses im Jahr 1803 offiziell den Besitzer.
Es kann davon ausgegangen werden, dass Adolph Anton von Vagedes sich seit 1802 wieder in Münster aufhielt, wo er am 4. Mai 1803 die zwölf Jahre jüngere Clara Franziska Gabler heiratete. Nur zwei Monate später verstarb sein Vater im Alter von 74 Jahren. Zu diesem Zeitpunkt lebten nur noch zwei seiner sieben Geschwister und seine Mutter.

## Werke (Auswahl)

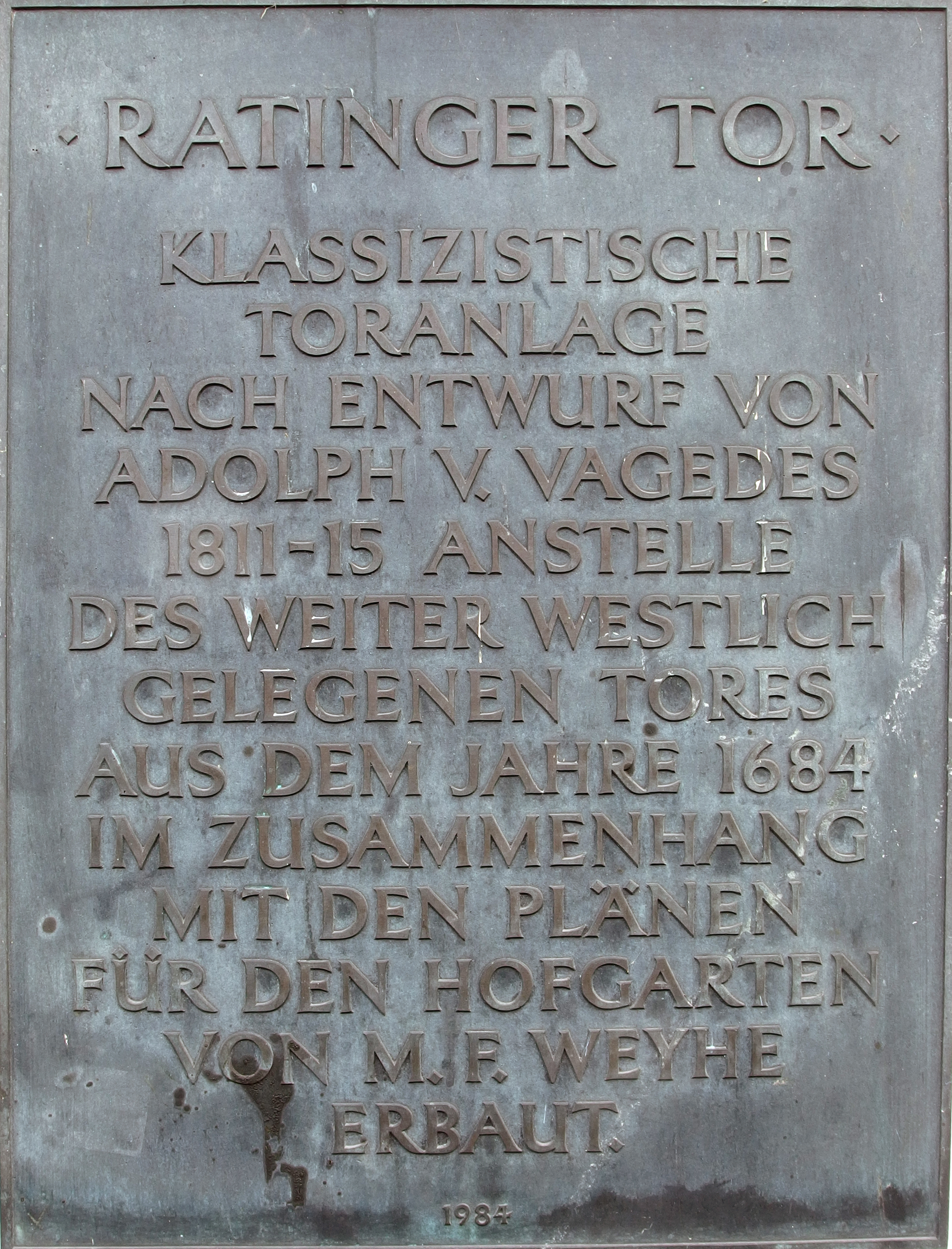
Gedenktafel Adolph von Vagedes, Ratinger Tor, Düsseldorf

- 1805–1806: Neubau des Schlosses von Korff. Ein klassizistisches Herrenhaus, erbaut nach dem Vorbild von Schloss Wörlitz bei Dessau.
- 1805–1812: Umbau des ehemaligen Cölestinerinnenkloster zum Palais Spinrath, Ratinger Straße in Düsseldorf.
- 1809: Goldene Brücke, Bogenbrücke über den Teich im Düsseldorfer Hofgarten.
- 1811–1815: Ratinger Tor, das letzterbaute Stadttor von Düsseldorf im Stil eines griechischen Tempels mit dorischen Säulen. Es gilt auch als Vorbild für Schinkels Neue Wache und für die Münchener Propyläen.
- 1814: Obelisk zu Ehren des Freiwilligen Landsturms des Siebengebirges an der Burgruine Drachenfels.
- 1815: Helmdach auf der Turmspitze der Kirche St. Lambertus in Düsseldorf.
- 1817–1819: Planungen für die Erweiterung der Stadt Krefeld. Vagedes entwarf einen ehrgeizigen Plan, der auf einem griechischen Kreuz basierte, doch Berlin zwang ihn, das bestehende Straßenraster einzuhalten. Er weitete es dramatisch aus und umgab es mit einem großen Rechteck aus vier Straßen, den Wällen. Ausgeführt wurde dann der Abriss der alten Stadtbefestigungen und die an ihrer statt breit angelegten Boulevards, die vier Wälle (Nord-, Ost-, Süd- und Westwall) um 1840 von bislang unbekannten Baumeistern.
- 1818: Planung eines neuen Kirchenschiffs für das Kloster Gräfrath in Solingen.
- 1818–1820: Neubau nach Abriss der Evangelischen Kirche Solingen-Wald. Nach Einsturz des Mittelschiffes wurde Vagedes der Weiterbau untersagt. Fertigstellung 1823 unter Friedrich Felderhoff.
- 1819: Planung zur Vergrößerung und Verschönerung Mülheims.
- 1820: Planung zur Instandsetzung des herzoglichen Mausoleums der St. Andreaskirche in Düsseldorf.
- 1826: Schloss Eller unter Einbeziehung des Bergfriedes der mittelalterlichen Wasserburg (Zuschreibung).
- 1828: Umgestaltung der Vorburg und der Ostfassade von Schloss Varlar.
- 1828–1832: Neubau der katholischen Pfarrkirche St. Laurentius in Wuppertal-Elberfeld.
- 1830: Sockel des Reiterstandbildes des Kurfürsten Johann Wilhelm (1658–1716), genannt „Jan Wellem“, auf dem Marktplatz vor dem Rathaus in der Altstadt von Düsseldorf.
- 1831–1832: Umbau des ehemaligen Gießhauses von Grupello zum Schauspielhaus (Grupellotheater) am Marktplatz in Düsseldorf.

## Sein Wirken als Baumeister

### Münster
Nach seiner Ausbildung war Adolph von Vagedes 1803 und 1804 zunächst als Zeichner und Kunstgutachter tätig. Die ersten von ihm in Münster übernommenen Aufträge waren Arbeiten im Freundes- und Verwandtenkreis.
Für seinen Schwager Theodor Lutterbeck, der zunächst als Arzt und später als Privatdozent tätig war, baute er das Wohnhaus Katthagen Nr. 15, welches als dreigeschossiger, vieradriger Putzbau mit sachlich ornamentloser, die beiden oberen Stockwerke einfassender Lisenengliederung und gequadert verputztem Erdgeschoss ganz in der Linie der münsterschen Traditionen der damaligen Zeit lag. In die beiden Mittelachsen des im Zweiten Weltkrieg zerstörten Gebäudes fügte sich ein vergitterter, mit verkröpfter Gesimsplatte versehener Balkon, der auf Kragsteinen ruhte. Akroterien verzierten die Vorderecken und die Mitte des vorgerückten Dachgesimses.
Auch das gleichfalls im letzten Weltkrieg vernichtete Haus Prinzipalmarkt Nr. 19, welches ebenso dem jungen Vagedes zugeschrieben wird, wies eine die Fensterfelder rahmende Lisenenverwendung auf. Ungewöhnlich für Vagedes ist das hohe Dach mit Mansardfenstern, das er vermutlich aus Gründen der optischen Eingliederung in die Umgebung so gestaltet hat.
Es ist anzunehmen, dass die Errichtung von Schloss Korff-Harkotten bei Füchtorf, die ihn schlagartig in die vorderste Reihe der münsterschen Baumeister gerückt hat, zwischen dem Bau der beiden genannten Gebäude und dem der beiden Apotheken, die ihnen in der Schaffenszeit von Vagedes in Münster folgten, liegt. Es wäre jedoch auch möglich, dass die bis zu ihrem Abriss im Jahr 1902 auf dem Grundstück Prinzipalmarkt Nr. 16 gestandene „Löwenapotheke“ als Vorexperiment dem Schlossbau vorangegangen ist. Dieser Bau richtete sich nicht nach Traditionen, sondern war konsequent klassizistisch gehalten.
Die Innenausstattung der „Sonnenapotheke“ am Spiekerhof und das sogenannte „Falgersche Gartenhaus“ Wilhelmstraße 11 gehören ebenfalls zu den von Adolph von Vagedes in Münster erschaffenen Bauten.

### Schloss Korff-Harkotten bei Füchtorf

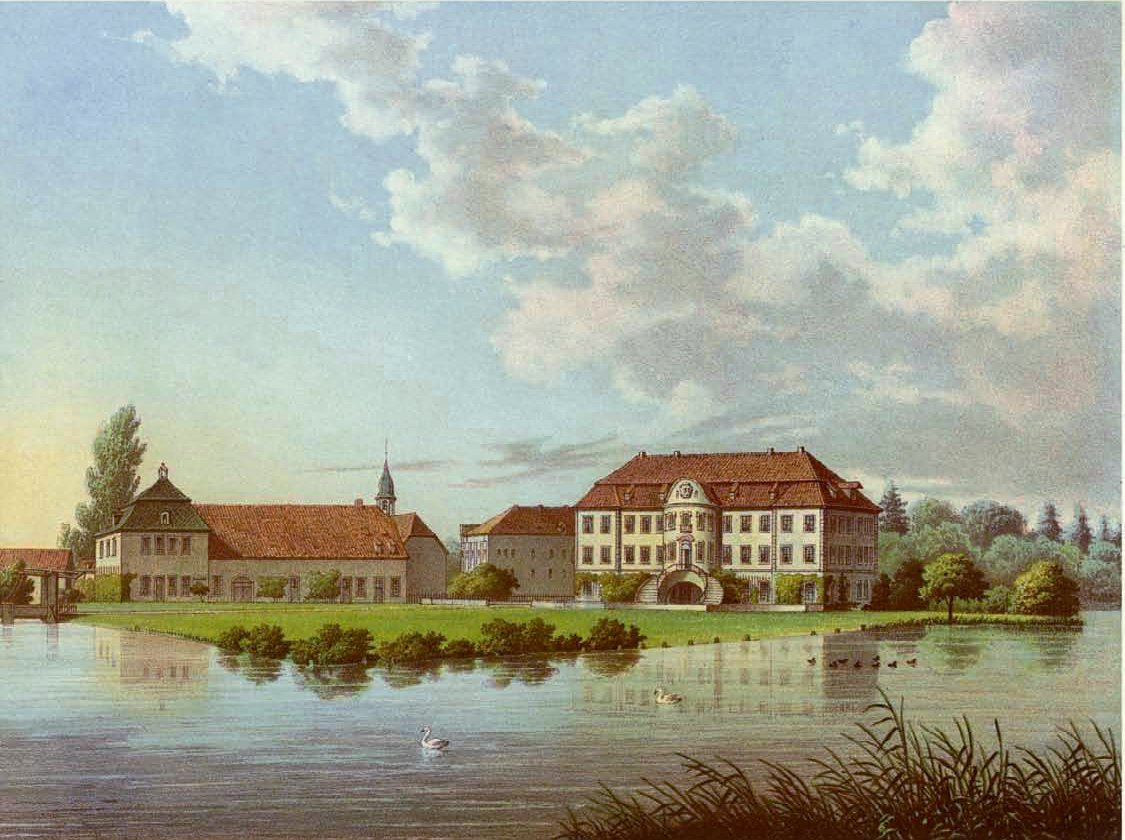
Vordergrund Schloss von Ketteler, im Hintergrund Schloss von Korff, von Christian Hohe in Sammlung Duncker

Schon vor dem Siebenjährigen Krieg wurde wegen angeblicher Baufälligkeit der östliche Teil der ursprünglichen Burg abgerissen und 1768 durch einen komfortablen Rokokobau ersetzt, den Johann Leonard Mauritz Gröninger auf der Rückseite der ehemaligen Burganlage errichtete.
1805 wurde auch der Westflügel abgerissen und Adolph von Vagedes bekam den Auftrag, ein zweites neues Schloss neben das schon vorhandene Ketteler’sche Schloss Harkotten zu stellen. Friedrich von Korff auf Harkotten war wahrscheinlich der Bauherr. Es ist aber zu vermuten, dass die Anregung und Vermittlung des Auftrages Clemens August von Ketteler zuzuschreiben ist, dessen Ehefrau Anna Maria von Ketteler, verwitwete Plettenberg, keine andere war als eben jene Comitessa de Aldenberg-Galen auf Schloss Nordkirchen, die im Mai 1777 Taufpatin von Adolph Anton von Vagedes gewesen war.
Der junge Baumeister, der mit Annahme dieser ersten wirklichen Aufgabe ein nicht geringes Risiko einging, versuchte gar nicht erst, das zweite Gebäude bedeutsam hinzuzugruppieren. Er erbaute das heutige Schloss Harkotten mit der Front nach Westen auf den Grundrissen der alten Wehrburg mit der Rückseite zur Schmalseite des zweiten Baues.
Durch Abdeckung der Gebäuderückseite mit Baumgruppen gelang ihm die Trennung der neuen von der alten Anlage und gleichzeitig schuf er die Möglichkeit, einen eigenständigen Bau mit Vorgelände zu kreieren. Das Schloss selbst ist im neoklassizistischen Stil nach dem Vorbild des Schlosses Wörlitz in Sachsen-Anhalt gehalten. Drei Risalite teilen die Westfassade des schlichten Gebäudes auf. Ein Portikus mit vier dorischen Säulen, auf denen ein von einem dreieckigen Flachgiebel gekrönter Balkon ruht, befindet sich vor dem Mittelrisalit. Im Dreieck des Giebels ist das Wappen der Erbauer zu sehen. Die Seitenrisalite werden von schmalen Lisenen umrahmt, die jeweils durch eine niedrige Balustrade in Dachhöhe ihren Abschluss finden. Betonte Schlichtheit, einfache Symmetrie, harmonische Gliederung und sparsames Dekor sind kennzeichnend für das Korff’sche Schloss Harkotten.

### Brünninghausen
Noch während Vagedes mit dem Bau von Korff-Harkotten beschäftigt war, übernahm er ab 1806 auf Veranlassung von Georg Arnold Jacobi, Sohn des in Pempelfort nahe Düsseldorf beheimateten Goethefreundes Friedrich Heinrich Jacobi, eine Beratertätigkeit hinsichtlich der Plangestaltung des neuen Düsseldorf. Vermutlich kam der Vorschlag, Vagedes zu verpflichten, von dessen Paten Fürstenberg, zu dem Jacobi Verbindungen unterhielt.
Es ist nicht bekannt, wie oft Adolph von Vagedes vor seiner endgültigen Übersiedlung von Münster nach Düsseldorf reiste. Jedoch lässt sich aus der in dieser Zeit entstandenen Freundschaft zwischen ihm und dem jungen Peter von Cornelius, die schon 1806 zu einer Zusammenarbeit von Vagedes und Cornelius bei der Neuausstattung des Quirinus-Münsters (Neuss) führte, schließen, dass diese Aufenthalte recht ausgiebig gewesen sein müssen. Das belegen auch an eine Hotelanschrift adressierte Briefe an Vagedes, die Cornelius nach seinem Umzug nach Frankfurt am Main geschrieben hatte.
Ehe Vagedes dauerhaft nach Düsseldorf umzog, fesselte ihn noch ein anderer Auftrag, der ihm im Grunde als Vorbereitung zur Düsseldorfer Gartengestaltung diente. Ihm oblagen die Abrundung und die Parkbauten von Schloss Brünninghausen bei Dortmund-Hörde.
Die Wasserburg aus der Zeit um 1600, die damals zum Besitz des Freiherrn Gisbert von Romberg gehörte, war immer wieder umgebaut und zuletzt in klassizistischer Form überprägt worden. Es lässt sich schwer feststellen, welchen Anteil Vagedes an dieser Überprägung und Ergänzung im Einzelnen hatte, doch belegen eigenhändige Entwurfszeichnungen zu Fensterrahmungen und Kragsteinen, dass er am Ausbau des Schlosses beteiligt gewesen sein muss. Vagedes führte in Brünninghausen die Planungen des 1819 verstorbenen August Reinking fort. In den Entwürfen für Brünninghausen geht es nicht allein um den Schlossausbau, sondern auch um die Ausgestaltung des Parks mit den verschiedensten dekorativen Anlagen. Hierbei wirkte Vagedes, wie zuvor schon Reinking, gemeinsam mit dem Düsseldorfer Hofgärtner Maximilian Friedrich Weyhe.
In Bezug auf dieses Stadium in Vagedes Leben sind die Entwürfe deshalb von so großer Bedeutung, weil sie in Zusammenhang mit einer Parkgestaltung entstanden sind. Sie zeigen Vagedes Vermögen, seine Architekturen im Einklang mit gärtnerisch-geprägter Landschaft zu kreieren. Hier wurde bereits die Basis für seine Zusammenarbeit mit dem kurkölnischen ehemaligen Bonn-Brühler Hofgärtnersohn Maximilian Friedrich Weyhe bei der Gestaltung Düsseldorfs und für die später folgenden Anlagen für die Krefelder Fabrikanten gebildet.

### Düsseldorf

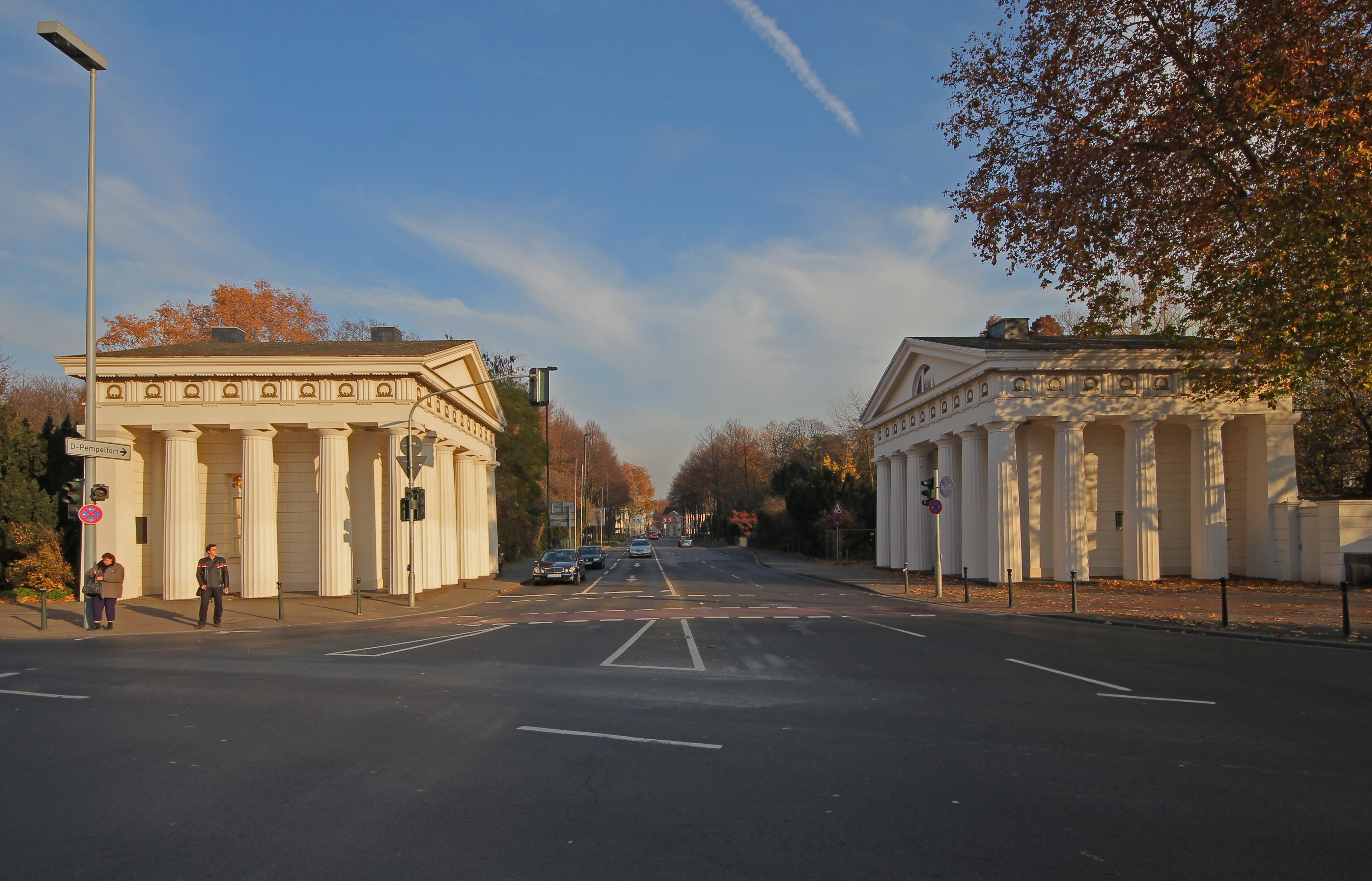
Ratinger Tor

Im Sommer 1808 entschloss sich Vagedes, endgültig nach Düsseldorf zu gehen. Zur gleichen Zeit trat dort auch sein ehemaliger Studienkollege bei Durand, Johann Peter Cremer, seine Tätigkeit an.
Das Masset’sche Haus war der erste Bau, den Vagedes in Düsseldorf übernahm. Die Arbeiten an dem eigentlichen Privatbau wurden Vagedes von Jacobi unterstellt, da es sich bei dem zugehörigen Torweg in Form eines gotischen Spitzbogens um eine öffentliche Passage handelte.
Bevor das Gebäude 1897 niedergerissen wurde, gehörte es zu den stattlichsten Bauwerken der alten Rheinfront. Charakterisierend für den neunachsigen Bau mit seinem fünfachsigen, kaum vorgezogenen Mittelteil war die Passage mit ihren klassizistischen Supraporten, einem ruhenden bergischen Löwen zur Stadt hin und dem Flussgott zur Rheinseite.
Zu den umfangreichen Entwurfstätigkeiten, die Vagedes für die großherzoglichen Statthalterbehörden in Düsseldorf übernahm, gehörten auch Pläne für Gerichtsgebäude, Ministerien und andere repräsentative Einrichtungen. Leider sind die meisten seiner Arbeiten aus dieser Zeit nicht mehr vorhanden, so dass nur fragmentarische Erkenntnisse der ersten von Vagedes für Düsseldorf entworfenen Stadtgestaltung, vorliegen.
Bis in den Zweiten Weltkrieg erhalten hatte sich die Innenausstattung des Hontheim’schen Palais in der Akademiestraße, dessen Räumlichkeiten repräsentativen Zwecken des Ministeriums dienen sollten. Das Ratinger Tor, letzterbautes und einzig noch heute vorhandenes Stadttor, ist der einzige wesentliche Bau, der von dieser äußerst produktiven Zeit in Vagedes Leben zeugt. In Düsseldorf-Pempelfort wurde eine Straße nach ihm benannt.

### Baudirektor im Großherzogtum Berg
Insgesamt war Adolph von Vagedes von 1806 bis 1830 in Düsseldorf tätig. Im Jahr 1812 wurde er „Baudirektor der Verschönerungen der Stadt Düsseldorf“. Diese Stellung machte ihn unabhängig von den städtischen Behörden, da sie dank der Vorsorge des mit ihm befreundeten Georg Arnold Jacobi eine selbstständige Instanz war. Sie war nur verantwortlich gegenüber dem Minister sowie dem Statthalter, der die Interessen des unmündigen Großherzogs Napoléon Ludwig beziehungsweise Napoleons vertrat.
Vagedes spätere Bestellung zum Regierungsbaurat verdankte er der Bekanntschaft Jacobis zu dem 1813 im Generalgouvernement Berg eingesetzten Generalgouverneur Justus Gruner. Dieser sicherte in der neuen Verwaltung den Rang Jacobis in der provisorischen Regierung und somit auch die Stellungen dessen Mitarbeiter Weyhe und Vagedes. In die Zeit des Generalgouvernements fallen die Fertigstellung des „Ratinger Tores“ und der „Benrather Brücke“ über den Stadtgraben in der Königsallee.

### Regierungsbaurat in Düsseldorf
Am 1. Juli 1816 folgte die Berufung Vagedes als Regierungsbaurat in das gerade neu gebildete Verwaltungskollegium des Düsseldorfer Regierungsbezirks. Die offizielle Bezeichnung damals lautete „Regierungs- und Landbau-Rath“. Das neue Amt beschränkte sich nicht nur auf eine Änderung des Titels, auch die Grundlage seiner bisherigen Arbeit änderte sich.
Während bisher Jacobi die einzige Instanz war, die ihm Aufträge für seine Planungen erteilte und ihm die nötigen Kontakte zum Statthalter und den Ministern und später zu Gruner direkt vermittelte, hatte er nun eine sehr souveräne Selbstständigkeit. Seine Tätigkeit wurde nunmehr in eine Organisation einbezogen, die einen weitläufigen Instanzenweg in allen entscheidenden Fragen erforderte. Vagedes unterstand der Berliner Oberbaudeputation, die über größere staatliche Aufträge in letzter Instanz zu entscheiden hatte. Gleichzeitig jedoch war die Reichweite seines Wirkens gewachsen. Er bestimmte nicht mehr nur den Kurs in der vormaligen bergischen Hauptstadt, sondern in allen Orten und Städten eines großflächigen Distrikts.
Die Ausdehnung seines Beschäftigungsfeldes, das den bisherigen Düsseldorfer Hauptauftrag ersetzte, war für Vagedes zunächst eine ihn in jeder Hinsicht beflügelnde neue Anregung. In den folgenden Jahren entstanden die Bebauungspläne von Elberfeld und Krefeld. Er übernahm persönlich die Projektierung für Kirchenbauten und für den Umbau von Schlössern, die durch die Kriegsjahre überfällig oder schadhaft geworden waren, zu neuen Zwecken. Vagedes erarbeitete Pläne für Theater, Gymnasien und andere Anlagen. Zudem entwarf er einen neuen Ausbauplan für das Düsseldorfer Schloss „Jägerhof“ zu einer Residenz.
1822 erarbeitete Vagedes einen Plan zur Anbindung Düsseldorfs an die wichtigsten Landstraßen. Des Weiteren plante er östlich der Königsallee eine neue Hauptstadt. Die Stadterweiterung Düsseldorfs sollte durch ein Castrum von dreizehn Bauquadraten gegliedert werden, von denen sich jedes mit einer Seite an die Düsseldorfer Königsallee anschloss. Die verbleibenden drei Seiten sollten mit Wassergräben und Alleen umschlossen werden. Ein großer Platz mit vier Springbrunnen war als Zentrum dieses Areals angedacht.
Zudem hatte Vagedes den Durchbruch der Ratinger Straße (Altestadt) zum Rhein vorgesehen. Die Ostseite der Krämerstraße (nicht, wie später geschehen, die Westseite) sollte abgeräumt werden, um einen ansehnlichen Innenplatz vor der Lambertuskirche zu schaffen. Darüber hinaus plante er den Umbau der Schlossruine zur staatlichen Münze und die Neugestaltung des Burgplatzes im Zusammenhang mit diesem Umbau. Zur Anlage eines weiträumigen Wertplatzes sollte der alte Hafen zugeschüttet werden.
Vagedes plante die Neuschaffung einer Rheinuferstraße, die durch eine breite Freitreppe mit der geöffneten Ratinger Straße (Altestadt) verbunden sein würde und die Horizontallegung des heutigen Grabbeplatzes mit Rampen für den Wagenverkehr und einer breiten Freitreppe von der Alleestraße aus. Auf der Alleestraße sollten ein Gymnasium und ein „Odeum“ die bisher vorgesehenen Staatsbauten ersetzen. Den Ausbau der Kasernenstraße, Durchbrüche in der Altstadt und die Schaffung des Orangerieplatzes durch Überwölbung der Düssel am Spee’schen Graben hatte er ebenfalls ins Auge gefasst.
Dieser Plan ist nie umgesetzt worden. Das, was in der Kabinettsordre vom 4. Juni 1831 genehmigt wurde, war nur ein kümmerliches Überbleibsel, gemessen an dem, was der Vagedes’sche Planentwurf von 1822 vorgesehen hatte.

### Der Krefelder Stadtplan
Am 19. März 1817 wurde durch die landratliche Behörde die vom Geometer Goldammer erstellte „Carte der Stadt Crefeld“ nach Düsseldorf gesandt mit dem Ersuchen an die Regierung, den zuständigen Regierungsbaurat Adolph von Vagedes aufzufordern, auf der Grundlage dieser Karte Konzepte für einen Erweiterungsplan zu entwickeln. Die Einsender hielten ihr Anliegen für so einfach, dass sie den Plan binnen eines Monats zurückerwarteten. Sie mussten sich jedoch bis zum 5. November 1817 gedulden, ehe der erste Entwurf beim Landrat Kappe in Krefeld ankam.
Vagedes greift in seiner Schöpfung die durch die im 18. Jahrhundert von der Architektenfamilie Leydel geschaffene Grundlage klassizistischer Prägung auf und vollendet diese. Dabei bot ihm das schon vorhandene lang gezogene Grundrissgebilde die Abrundung des noch nicht vollzogenen Rechtecks zum Castrum regelrecht an.
Der Verwirklichung dieses Rechtecks waren jedoch einige örtliche Gegebenheiten im Weg. Der Park, mit dem das Stadtschloss von der Leyen umgeben war, stand der Vollendung der Castrumform entgegen. Die Gestaltung der Nord-Süd-Straßen berührte an einigen Stellen Fabrikanten-Etablissements. Ein Problem, das nicht so leicht zu lösen war. Doch Vagedes stellte sich der Konfrontation mit diesen, ihm hier entgegenstehenden Auffassungen.
Sein vorgelegter Plan vergrößerte den Umfang der Stadt um das Dreifache, eine unfassbare Vorstellung für das Not- und Hungerjahr 1817. Friedrich Heinrich von Conrad von der Leyen und andere warnten immer aufs Neue, dass dieses aufgeplante Gelände erst nach Jahrhunderten ausgebaut sein würde. Doch Vagedes ging es in seinem Bebauplan hauptsächlich um den zukünftigen städtebaulichen Organismus der Stadt.
Bereits bei der Planung der Düsseldorfer Alleestraße hatte er eine Vorstellung davon bekommen, wie eine erneuerte Stadt sich in ihrem Gewicht zu verlagern hatte und dass der Städtebau diese Gewichtsverschiebung anzubahnen habe. Aus diesem Grund begnügte er sich nicht damit, den Anstückelungswünschen der Instanzen, die bei der Regierung um den Plan ersucht hatten, nachzukommen.
Der Vagedes’sche Plan für Krefeld sah zunächst vor, die großen Landstraßen bis zum wichtigsten Knotenpunkt der Stadt zu ziehen oder zumindest von der Stadt her eine Verbindung an das sie umgebende Verkehrsnetz zu ermöglichen. Der Entwurf, der sich am holländischen Prinzip mit seiner geradlinigen Straßenführung orientierte, basierte zunächst auf einem griechischen Kreuz, doch Berlin zwang Vagedes, das bestehende Straßenraster einzuhalten.
Er weitete dieses enorm aus und säumte es mit einem aus vier Straßen, den Wällen, bestehenden großen Rechteck, dessen einzige Abweichung die schräge Einbuchtung war, die an der Dionysiuskirche begann. Eine schon bestehende Umwallungsbuchtung erforderte hier einen gewinkelten Übergang. Diese Abweichung hatte Vagedes ebenso in den Entwurf seines Castrums eingearbeitet, wie den Wegeverlauf der bereits festliegenden Lindenstraße im Südwesten und die im Süden gelegene Neußer Straße.
Der Stadtgrundriss war somit charakterisiert durch eine rechteckige Blockstruktur, deren symmetrisch angeordnete Plätze innerhalb eines Rechtecks liegen, das durch die Wälle begrenzt wird. Diese geradlinige, geschlossene Struktur, die in Deutschland nach wie vor einzigartig ist, erinnert in ihrer Form an die Kaiserstadt Pekings. Jedoch ist nicht belegt, dass Vagedes sich an diesem Vorbild orientierte.
Die Planung Vagedes betraf auch den Besitz der renommierten Seidenweberfamilie von der Leyen, die das nicht nur als Eingriff in ihr eigenes Prestige sah, sondern auch als sachliche Beeinträchtigung empfand, da ihr Eigentum im Zuge der besseren Stadtgestaltung angeschnitten wurde. Das „Sackgassen“-Viertel des von dieser Familie ausgebauten nördlichen Stadtteils bildete ein unzweckmäßiges Hindernis, welches Vagedes ungehemmt mittels Straßendurchbrüchen korrigieren wollte. Das nahe Beisammenliegen der Lutherischen Kirchstraße und der von Vagedes geplanten Weststraße war keine Ideallösung, doch musste er hier das von Martin Leydel erbaute Stadtschloss und die Lage der Lutherischen Kirchstraße sowie deren Privatbebauung berücksichtigen. Als er jedoch, um das sperrige Gefüge zu formen, die Vorbauten vor dem Leye’schen Stadtschloss, die Remisen, anschneiden wollte, bildeten sich erste Widerstände gegen das Vorhaben.
Weitere Widerstände waren standesgemäßer Natur. Seitens der „alten Familien“ wurde der Einbruch fremder Zuwanderer in dieses von der Prominenz bewohnte Viertel befürchtet. Scheinbar gruppierten sich die Krefelder „Familien“ in zwei Lager. Während die alten Familien Stellung gegen den Plan bezogen, pflegten die Kreise um Gottschalk Floh, die nach dem Ende der napoleonischen Herrschaft in den Hintergrund gedrückt wurden, Kontakte zu Vagedes. Mit Julius Conrad von der Leyen kam Vagedes erst mit dem Umbau von „Haus Meer“ direkt als Baumeister in Berührung. Später wurde Vagedes vor allem von aufgestiegenen Unternehmerfamilien als Architekt zu Rate gezogen.
Die kluge Einstellung des damaligen Landrats von Krefeld, Georg Phillipp Ludwig Karl Cappe, der mit Sarkasmus und Ironie auf die Widerstände der Gegner des Vagedes’schen Plans reagierte, war wahrscheinlich entscheidend für das Gelingen des Vorhabens. Cappe hatte die Notwendigkeit der durchgreifenden organisatorischen Gesamtlösung für die Stadt ähnlich klar erkannt wie Vagedes.
In den folgenden zwei Jahren ging es darum, die Planung durchzufechten. Trotz intensiver Versuche, sie abzuändern, einzuschränken und zu modifizieren – bis zuletzt stand ein Gegenvorschlag zur Debatte, bei dem der Grundriss in verkürzter Form, kreuzformartig mit Seitenbuchtungen nach Ost und West verlief – erfolgte im Jahr 1819 die Genehmigung.
Die Kabinettsordre vom 27. Mai 1819, welche die Genehmigung erteilte, macht deutlich, dass noch bis zuletzt die Alternativlösung erwogen worden ist. Um das Herzstück des Stadtbauplans, die Beibehaltung der Friedrichsplatzanlage, wurde bis zum Schluss gerungen. Es bleibt das einzige Mal, dass Vagedes in seinem Amt als Regierungsbaurat einen seiner städtebaulichen Gesamtentwürfe durchsetzen kann.
Die Kabinettsordre wurde, im Gegensatz zum üblichen Verfahren, nicht im Wortlaut amtlich veröffentlicht. Die Weitergabe nach Krefeld erfolgte nur im Wortlaut einer Abschrift der Regierung. Im gleichen Schreiben fand sich der Hinweis, dass bei „Beschränkungen“ ein neues Planungsverfahren nötig wäre. Dieses offizielle Schreiben der Kabinettsordre von Düsseldorf nach Krefeld diente dem endgültigen Schutz der Vagedes’schen Lösung. Den Kreisen, die sich gegen die Umsetzung des Plans gewendet hatten, wurde der Passus, der sich auf die alternative Kreuzformlösung bezog, diese aber nicht empfahl, bewusst vorenthalten.

### Ostwall, Krefeld
Am 11. Mai 1819 entstand ein konkreter Bauplan für Krefeld. Der zukünftige Ostwall wurde nach diesem erstmals 1826 aufgezeichnet. Vagedes plante, den Ostwall als einen zum Flanieren und Betrachten einladenden Prachtboulevard anzulegen und mit Blumenbeeten, Bäumen und Denkmälern auszuschmücken.
Der Abriss der alten Stadtbefestigungen sowie die Anlage der Boulevards an deren statt (Nord-, Ost-, Süd- und Westwall) wurde von bisher nicht bekannten Baumeistern durchgeführt. Zwischen 1838 und 1840 folgte die Bepflanzung der vier Wälle durch den Gartenbaumeister Maximilian Friedrich Weyhe und seinen jüngeren Sohn Wilhelm August. Später beteiligte sich auch sein älterer, mit Vagedes befreundeter Sohn Joseph Clemens Weyhe an der Gestaltung der Wälle.
Zunächst wurde der Ostwall mit vier Reihen holländischer Linden bepflanzt, zu denen sich bald Rot- und Weißkastanien, Platanen, amerikanische Eichen und verschiedene Ahornarten gesellten. Der Stadtgärtner Haack schmückte die Flächen zwischen den Bäumen in den 1850er Jahren mit Blumenbeeten, auf denen Gewächse wie Riesenhanf, Riesenmais, Canna oder schwarzer Perilla wuchsen. Brunnen und Denkmäler, die als auffällige Blickpunkte das Stadtbild an Straßenkreuzungen zierten, wurden ebenfalls mit Beeten eingefasst.
Der Ausbau des Ostwalls gestaltete sich schleppend. Unzählige Entwürfe, Kabinettsorder, Berichte, Verhandlungen, Reklamationen und Baugesuche verzögerten die Arbeiten. Die Bürgschaft hielt das Gebiet für Bauvorhaben für zu gefährlich, da die Wälle außerhalb der Stadt lagen. Die erste und für lange Zeit einzig befahrbare Straße am Ostwall war die schon vorhandene „Alte Linner Straße“. Zunächst kaum bebaut war die östliche Seite des Boulevards. Selbst in den 1830er Jahren befanden sich auf den zahlreichen umliegenden Feldern kaum Baustellen.
Auf einem Plan von 1861 findet sich die Verlängerung des Ostwalls in südlicher Richtung zum 1849 errichteten Hauptbahnhof hin. Dieser liegt außerhalb des von Vagedes geplanten Rechtecks, da dieser natürlich nicht mit der Einführung der Eisenbahn und dessen Notwendigkeit rechnen konnte. Die Eröffnung des Bahnhofs machte den Ostwall zu einer attraktiven Gegend und infolge zu einem beliebten Wohngebiet. Noch heute erinnern einige Patrizierhäuser daran, dass in der stillen, schattigen Allee hauptsächlich wohlhabende Familien lebten.

### Späte Krefelder Jahre
Nachdem Vagedes bei der Umsetzung seines großen Düsseldorfer Plans enorme Streichungen hinnehmen musste, löste er sich immer weiter innerlich von seiner amtlichen Stellung, die er seit 1816 vor allem erstrebt hatte, um seine Planung fortsetzen zu können. Nach 1830 vollzog sich die Ablösung von seinen amtlichen Aufgaben allmählich von selbst, nachdem der Minister Kaspar Friedrich von Schuckmann vergeblich versucht hatte, ihn in einen anderen Regierungsbezirk ver- und durch Franz Anton Umpfenbach aus Koblenz ersetzen zu lassen.
Der König selbst hatte diesen Versuch unterbunden und den vorläufigen Verbleib von Vagedes in Düsseldorf verfügt, diesem aber gleichzeitig ein Amt als Privatdozent der Baukunst in Bonn angetragen. Vagedes jedoch wollte nichts anderes als zu bauen und nahm den Lehrauftrag nicht.
Schon lange vorher hatten ihn Privataufträge aus Krefeld erreicht, deren älteste wohl Gottschalk Floh und Peter von Lövenich erteilten. Im Nachlass der Familie Floh, der 1947 in den Besitz des Krefeld-Linner Museums gelangte, finden sich von Adolph von Vagedes handschriftlich signierte Entwürfe für drei Gartenhäuser und ebenso viele Grabdenkmäler. Der Nachlass enthält noch weitere signierte Entwürfe, die jedoch in das heute Bebauungsbild Krefelds nicht immer eindeutig einzuordnen sind.
Die früheste auf diesen Entwürfen von Vagedes eigenhändig gemachte Datierung ist der 10. Juli 1818 und fällt somit in die Zeit der Auseinandersetzungen um die Änderungen seines Krefelder Stadtplans. Einige dieser Planungsskizzen betreffen vermutlich eine Vagedes’sche Gestaltung des „Haus Neuhofen“ bei Bockum, welches im Besitz Gottschalk Flohs war. Andere Blätter betreffen die Anlage einer Floh’schen Familiengruft und wieder andere enthalten Vorschläge für die Gartenhäuser. Signifikant für diese Entwürfe ist, dass sich die auf ihnen dargestellten formalen Ideen in den Entwürfen anderer Krefelder Fabrikantenanlagen artgemäß wiederfinden. Es ist eindeutig feststellbar, dass der Gestalter der Uerdinger Herberzhäuser und des Hauses Sollbrüggen auch der Fertiger dieser Blätter ist.
Die Erneuerung des einstigen Rittersitzes Sollbrüggen mit seinen bis an die Straße reichenden Parkanlagen in der Nähe der Uerdingerstraße entstand um 1832. Diese Umgestaltung war durch die alte Struktur des Gutes in gewisser Hinsicht festgelegt. Durch einen eisengegitterten Balkon, dessen Zugangstüren unter einem mit klassizistischen Ornamentmotiven verzierten Dreibogenaufsatz angelegt waren, erhielt das Gebäude eine Noblesse, deren Wirkung auf den stimmigen Abmaßen der Stockwerke und Fenstergrößen beruht.
Etwa zur gleichen Zeit arbeitete Vagedes an den Uerdinger Herberz-Häusern. Im Grundsätzlichen müssen die Entwürfe für diesen vom Uerdinger Kaufmann Balthasar Napoleon Herberz für sich und seine jüngere Brüder in Auftrag gegebenen Dreihäuserbau noch von Vagedes selbst stammen. Die Weiterführung nach 1833 überließ er jedoch vermutlich nach und nach seinen Mitarbeitern Christian und Friedrich Wilhelm Heyden, die gleichsam seine Schwiegersöhne waren, sowie dem späteren Krefelder Stadtbaumeister Freyse.
Spätklassizistische Elemente in den Details lassen erahnen, dass durch diesen Übergang Modifizierungen am Bau vorgenommen wurden. Der Vagedes’sche Gesamtcharakter blieb jedoch vor allem in der Formgebung der Treppenhäuser und Festräume erhalten. Die schlichte Außenfront gibt keine Vorstellung von der Sorgfalt und Großzügigkeit, mit der der Ausbau der Innenräume durchgeführt wurde, welcher sich über Jahre hinzog.
Ursprünglich wurde Vagedes auch die Planung des 1838 bis 1843 erbauten „Schloss Greiffenhorst“ in Krefeld-Linn zugeschrieben, da der kreative achteckige Jagdschlossbau mit den heraustretenden doppelstöckigen Stirnflügeln eine Entwicklung der Vagedes’schen Gartenhausprägungen in eine große Form zu sein schien. Mittlerweile wird jedoch davon ausgegangen, dass diese Entwürfe vermutlich vom Düsseldorfer Landbauinspektor Otto von Gloeden stammen.

## Literarische, musikalische und Theatertätigkeit in Münster
Adolph von Vagedes war nicht nur ein hochbegabter Baumeister, er war auch ein vielseitig gebildeter und auf vielen musischen Gebieten begabter Mensch. Er betätigte sich als Dichter, als Maler und Grafiker sowie als Komponist und Theaterdirektor. Unter einer Vielzahl von Pseudonymen schrieb er z. B. in dem in den Jahren 1810 bis 1812 von Friedrich Rassmann verlegten poetischen Almanach „Mimigardia“, dessen Beiträge zu mindestens einem Drittel von Vagedes stammten. Er schrieb zum Beispiel unter den Pseudonymen „Philipp Nebecke“ und „Maria***“. Auch fünf der in den Notenbeilagen enthaltenen Liederkompositionen stammten von ihm. Er entwarf die Einbände und zeichnete die Titelkupfer.
Eine der überraschendsten Episoden in Vagedes Leben ist seine in das Jahr 1808 fallende Theatertätigkeit. In diesem Jahr organisierte er in Münster Theatervorstellungen von Schillers „Wallensteins Lager“ und „Braut von Messina“ sowie Johann August Apels „Kalliroe“, die von der Truppe des Theaterprinzipals Moritz aufgeführt wurden und mit eigens von Vagedes geschaffenen Schauspielmusiken versehen waren. So komponierte er ein Reiterlied für den „Wallenstein“ und entwarf eine „charakteristische Musik für Blasinstrumente“ für die Aufführung der „Braut von Messina“. Nach Berichten über die „Kalliroe“-Inszenierung handelte es sich um eine „Tragödie ganz nach antiker Form, mit musikalisch behandeltem Chore“. Auch die Theaterdekoration für seine eigenen Inszenierungen stammten aus Vagedes Hand.
Mit dem Münster’schen Theater hatte die Familie Vagedes schon früher enge Berührungen gehabt. Als Lipper das Münster’sche Komödienhaus errichtete, arbeitete Vagedes älterer Bruder Clemens August in dessen Büro. Hofrat Friedrich Christian von Vagedes führte in der Anfangszeit der „Stadtmünster’schen Schaubühne“ gemeinsam mit Wilhelm Ferdinand Lipper eine Art Oberaufsicht über den Theaterbetrieb. Vagedes Schwiegervater Johann Wilhelm Gabler war der Bewirtschafter des Theaters und Vagedes selbst bewohnte seit seiner Heirat 1803 das Haus Neubrückenstraße Nr. 2, das direkt neben dem Theater lag und im ersten Stockwerk mit diesem verbunden war.
Eine Notiz im „Cotta’schen Morgenblatt“ weist darauf hin, dass Vagedes an einem Jamben-Drama mit dem Titel „Christoph Bernhard von Galen“ arbeitete, welches in seiner Art dem „Wallenstein“ von Schiller geähnelt haben soll. Noch bis in die 1820er Jahre beweisen bis heute erhaltene Prologe zu Theatervorstellungen Vagedes Interesse am Theater. Als letzter seiner münsterschen Inszenierungspläne wurde im „Cotta’schen Morgenblatt“ eine oratorienhafte, durchkomponierte Aufführung des Melodramas „Ariadne-Libera“ von Herder angekündigt, zu der es jedoch nicht mehr kam, weil er seine Übersiedlung nach Düsseldorf nicht länger aufschieben konnte.
Zeitlebens träumte Vagedes davon, ein Theater nach seinen eigenen Vorstellungen zu bauen, doch dieser Traum sollte für ihn unerfüllbar bleiben.
Die Jahre 1808 und 1809 sind wichtig für Vagedes musikalische Produktion. Im Verlag von Carl Jacob Böhme in Merseburg erschienen 1809 zwei Notenhefte „Lieder am Clavier“, „in Musik gesetzt von Adolph von Vagedes“, von denen das erste der Reichsgräfin Josephine von und zu Plettenberg-Mietingen und das zweite der Demoiselle Francisca Rüschhoff gewidmet ist.
Jedes dieser Hefte enthält sieben Liedvertonungen mit Gesangsstimme und Klavierbegleitung. Zwölf der Kompositionen sind Vertonungen von Gedichten Schillers und Goethes. Die anderen beiden geben Gedichten des münsterschen Apothekers Franz August Kahler, der auch der Auftraggeber für die Gestaltung der „Sonnenapotheke“ war und des 1807 verstorbenen Münsterländers Johann Friedrich Cordes aus Glandorf ein musikalisches Gewand.
Die verwendeten acht Gedichte von Goethe (Erinnerung, An den Frieden, Geistesgruß, Jägers Abendlied, Abschied, Die Blumen, An die Entfernte, Der Fischer) und die vier Gedichte Schillers (An Emma, An den Frühling, Sehnsucht, Wort des Glaubens) lassen eine musikalische Tendenz nach Weimar erkennen. Die vierzehn Lieder sind in einer Weise komponiert, wie Goethe sie bevorzugte, in der Art des Zelters, kurze, empfindsame Strophenlieder, die meisten davon mit kleinen Nachspielen, „Betonung“ statt „Vertonung“.
Goethes „Abschied“, mit 58 Takten und, für Vagedes ungewöhnlich, strophenweise in verschiedene Abschnitte gegliedert, Schillers „Sehnsucht“, die weitaus längste Komposition, bei der die Einzelteile durch einen fast ostinaten Bass zur musikalischen Gesamtheit gebunden werden und Goethes „An den Frieden“ sind durchkomponiert, während sich die übrigen Lieder auf 10 bis 14 Takte beschränken.
Drei der Lieder verwenden Molltonarten, während die anderen in Dur stehen. Die Mehrzahl der Lieder stehen zudem in geraden Taktarten (2/4 und 4/4). Nur vier Lieder des zweiten Heftes sind im 6/8 Takt notiert. Gelegentlich sehr dominierend zeigen sich bei Vagedes die Diskrepanzen der Strophenlieder bezüglich des Wort-Ton-Verhältnisses gleicher Musik zu wechselnden Texten (z. B. „An die Entfernte“ oder „Im Frühling“). Bisweilen fallen auch barocke Schnörkel in Form kleiner Sechzehntel-Figurationsgruppen auf, die man fast noch als Madrigalismen bezeichnen könnte.
Vagedes benutzte zumeist Kadenzakkorde als harmonisches Rückgrat seiner Kompositionen. In fast allen Liedern herrschen stehende Intervalle, während romantische Tonartenrückungen nur selten vorkommen, wodurch die Harmonik zäh wird und mehr oder weniger statisch bleibt. Die Bassstimme des Klavierparts beruht überwiegend auf Oktavakkorden, die zuweilen quasi-ostinat verwendet werden. Vereinzelt findet sich auch die barocke Formel der chromatisch absinkenden Quarte („Der Abschied“) oder ein den Bass stark dominierendes Tritonusintervall.
Durch alternierende rhythmische Figuren in der Klavier-Unter- und Oberstimme versuchte Vagedes der Monotonie sehr ähnlicher Grundtakte zu entfliehen. Seine Versuche zur musikalischen Gliederung vermögen jedoch oft nicht zu überzeugen. Die Zusammenfassung der verschiedenen musikalischen Teile in diesen Liedern ist durch deren Kürze fast nie möglich.
Die Liedschöpfungen des Adolph von Vagedes sind zum einen hochinteressant als Zeitdokumente des deutschen Liedes zur Goethezeit und zum anderen aufschlussreich als menschliche Zeugnisse für die mannigfaltige Begabung sowie die künstlerische Gesamtpersönlichkeit Vagedes.